# 尹佑汤
尹佑汤，广西临桂（今广西桂林）人，是一名清朝政治人物。
尹佑汤曾于1899年接替沈佺任宝山县知县一职，1900年由金元烺接任。